# Paranymphon filarium
Paranymphon filarium är en havsspindelart som beskrevs av Stock, J.H. 1986. Paranymphon filarium ingår i släktet Paranymphon och familjen Ammotheidae. Inga underarter finns listade i Catalogue of Life.